# Церковь Николая Чудотворца (Субботино)
Церковь Николая Чудотворца — православный храм Наро-Фоминского благочиния Московской епархии, расположенный в деревне Субботино Наро-Фоминского района Московской области.

### История
В селе Субботине-Колычеве, в поместье Юрия Пушечникова, церковь Николая Чудотворца упоминается ещё в XV веке, но в Смутное время и село, и деревянная церковь были уничтожены и место стало называться пустошью. С 1669 года пустошь, пожалованная Прокофию Воейкову, начинает вновь обживаться и в 1761 году Пётр Алексеевич Смирнов (также из рода Воейковых), на старом церковном месте, начал строительство каменного храма того же посвящения. Бесстолпный кирпичный одноглавый и однопрестольный храм с небольшой трапезной и трёхъярусной колокольней, в стиле елизаветинского барокко, был закончен и освящён в 1764 году (по другим данным, храм построен в 1759 году).
Церковь закрыта в 1930-х годах (белее точные сведения пока недоступны), в 1999 году, в полурзрушенном состоянии возвращена верующим, ремонтируется.